# KBS N
KBS N是韩国放送公社（KBS）的一个子公司，在2001年3月8日成立。主要经营有線电视频道。

## 現播出频道
- KBS Drama ：电视剧频道。
- KBS Joy ：播放综艺节目。
- KBS N Sports ：体育频道。
- KBS Story ：女性频道。
- KBS Kids ：儿童类频道。
- KBS Life ：文化节目及电视剧频道。
- KBS N PLUS：OTT 頻道（僅在網路播放）。

## 关连项目
- 韩国放送公社（KBS）